# Erik S. Henius
Erik Semmy Henius (31. marts 1863 i Aalborg – 6. april 1926) var en dansk grosserer og konsul, bror til Max Henius, som udvandrede til USA.
Han var søn af fabriksejer Isidor Henius og hustru Emilie født Wasserzug og blev uddannet hos firmaet I. Ankerstjerne i Randers 1879-81 (ledet af Johan Ankerstjerne), dernæst i Le Havre, London og Berlin. Han blev grosserer med eget firma (Erik S. Henius & Co., som fra ca. 1902 havde hjemme i Palægade i København). Han var dansk vicekonsul i Sebastopol 1885-89 og dansk konsul i Odessa 1889-95 og sad i bestyrelsen for Det Forenede Dampskibs-Selskab, hvor han var medvirkende til at etablere sejlruter til Rusland, og var formand for Dansk Eksportforening fra 1909 og medlem af Det Kongelige Kjøbenhavnske Skydeselskab og Danske Broderskab, hvor han blev optaget 24. maj 1899. Han var Kømmandør af 2. grad af Dannebrog og Dannebrogsmand. Henius var desuden Ridder af Sankt Olavs Orden, Røde Kors Udmærkelsestegn (Rusland), Ridder af Sol- og Løveordenen samt Ridder af Sankt Stanislaus' Orden og Sankt Annas Orden.
Han blev gift 12. marts 1891 med Emilie Andrea f. Schou (22. juli 1863 i Randers – 24. december 1939).
Danmark-ekspeditionen opkaldte Erik S. Henius Land på Grønland efter ham, idet han havde doneret penge til ekspeditionen og stillet sit kontor til rådighed for den.